# Bossemtélé
Bossemtélé är en subprefektur i Centralafrikanska republiken.   Den ligger i prefekturen Préfecture de l'Ouham-Pendé, i den västra delen av landet, 280 km nordväst om huvudstaden Bangui.
I omgivningarna runt Bossemtélé växer huvudsakligen savannskog. Runt Bossemtélé är det mycket glesbefolkat, med 6 invånare per kvadratkilometer.